# Patrycja Kaczor
Patrycja Kaczor (ur. 9 czerwca 1994) – polska koszykarka, występująca na pozycjach rozgrywającej lub rzucającej.

## Osiągnięcia
Stan na 27 sierpnia 2020.
Klubowe
- Wicemistrzyni Polski juniorek starszych (2013)
- Awans do I ligi kobiet z KS JAS FBG Zagłębie Sosnowiec (2012)